# Omul ilustrat (film)
Omul ilustrat - The Illustrated Man este un film american din 1969 regizat de Jack Smight. Rolurile principale au fost interpretate de actorii Rod Steiger, Claire Bloom și Robert Drivas. Filmul este bazat pe trei povestiri din antologia din 1951  The Illustrated Man de Ray Bradbury: "Stepa (The Veldt)", "Ploaia cea lungă (The Long Rain)" și  "Ultima noapte a lumii (The Last Night of the World)".

## Prezentare
Un tânăr întâlnește un om ciudat pe malurile râului, al cărui corp este complet acoperit cu tatuaje. După cum se pare, aceste tatuaje sunt asociate cu povești neobișnuite și chiar înfricoșătoare.

## Distribuție
- Rod Steiger ... Carl
- Claire Bloom ... Felicia
- Robert Drivas ... Willie
- Don Dubbins ... Pickard
- Jason Evers ... Simmons
- Tim Weldon ... John
- Christine Matchett ... Anna

## Producție
Un documentar scurt, The Making of The Illustrated Man, detaliază procedeele folosite pentru a acoperi trupului lui Steiger cu tatuaje și arată pregătirile făcute de actori și de echipa de producție pentru filmare.

## Refacere
În august 2007, Warner Bros. l-a angajat pe regizorul Zack Snyder pentru a realiza un remake al acestui film, după un scenariu de Alex Tse.  În 2016 acest film încă nu era produs.